# Claude Haut
Claude Haut est un homme politique français né le 22 décembre 1944 à Beaumes-de-Venise (Vaucluse).
Maire socialiste de Vaison-la-Romaine de 1992 à 2001 et conseiller général du canton de Vaison-la-Romaine entre 1994 et 2015, il est président du conseil général de Vaucluse de 2001 à 2015.

## Biographie
Claude Haut est né le 22 décembre 1944.
Il est maire de Vaison-la-Romaine de 1992 à 2001, puis cumule cette fonction avec celle de sénateur de Vaucluse à partir du 24 septembre 1995. C'est durant son mandat de maire que Vaison-la-Romaine est frappée par des inondations meurtrières, puis que le Musée archéologique de Vaison-la-Romaine est agrandi.
Claude Haut est élu président du Conseil général de Vaucluse en 2001, réélu en 2004, puis en 2008 et en 2011. 
L'élection de 2011 est obtenue avec 13 voix sur les 24 possibles, soit l'ensemble des voix de la gauche et d'Europe écologie-Les Verts, les autres n'ayant aucun candidat ont glissé un bulletin blanc dans l'urne. 
Soutien de Dominique Strauss-Kahn pour l'élection présidentielle de 2012 et persuadé au moment de sa création que celui-ci va se présenter, il fonde le club DSK 84, dont la fonction première est le soutien de celui-ci pour les primaires socialistes, puis s'il passe, l'élection.

## Anciens mandats
- Maire de Vaison-la-Romaine de 1992 à 2001[2].
- Président du Conseil général de Vaucluse de 2001 à 2015.
- Conseiller général du Canton de Vaison-la-Romaine de 1994 à 2015.
- Conseiller départemental du Canton de Vaison-la-Romaine en 2015 (démissionnaire).
- Sénateur (PS) de Vaucluse de 1995[2]à 1996[7] puis de 1996 à 2020.